# ایلای والاک
ایلای هرشل والاک (به انگلیسی: Eli Herschel Wallach) (زادهٔ ۷ دسامبر ۱۹۱۵ – درگذشتهٔ ۲۴ ژوئن ۲۰۱۴) بازیگر آمریکایی سینما، تلویزیون و تئاتر بود که بیش از شش دهه در این عرصه فعالیت داشت، او کار خود را در اواخر دههٔ ۱۹۴۰ شروع کرد؛ و برای ایفای نقش سیلوا واکارو در بیبی دال ۱۹۵۶ ساختهٔ الیا کازان جایزه بفتا بازیگر تازه‌وارد را دریافت نمود؛ و همچنین نامزد جایزه گلدن گلوب بهترین بازیگر نقش مکمل مرد شد. مشهورترین نقش‌های وی در دنیای سینما کالورا در هفت دلاور ساختهٔ جان استرجس، گیدو در نخاله‌ها ساختهٔ جان هیوستن، توکو (زشت) در خوب، بد، زشت ساختهٔ سرجو لئونه هستند و دیگر نقش‌های برجستهٔ وی شامل دون آلتوبلو در پدرخوانده ۳ ساختهٔ فرانسیس فورد کاپولا، کاتن وینبرگر در دو جک ساختهٔ جک نیکلسون و آرتور ابوت در تعطیلی ساختهٔ نانسی میرز هستند. والاک یکی از پرکارترین بازیگران آمریکایی بود که حتی در دههٔ ۹۰ زندگی خود فعال بود و در فیلم‌های وال استریت: پول هرگز نمی‌خوابد (۲۰۱۰) و نویسنده در سایه (۲۰۱۰) رومن پولانسکی ایفای نقش کرد.

## اوایل زندگی
والاک در ردهوک، بروکلین زاده شد . او پسر یک یهودی لهستانی مهاجر به نام برتا و آبراهام والاک بود. در همسایگی خانواده‌شان اکثراً ایتالیایی‌تبارها زندگی می‌کردند. والاک در سال ۱۹۳۶ از دانشگاه تگزاس در آستین با مدرک رشته تاریخ فارغ‌التحصیل شد.
او اولین تجربیات متد خود را در مدرسه Neighborhood Playhouse (تماشاخانه محلی) در نیویورک کسب کرد و وقتی که به دانشگاه تگزاس رفت با آن شریدان (بازیگر مشهور فرشتگان آلوده صورت) و والتر کرونکایت (خبرنگار و گوینده خبر شبکه سی‌بی‌اس) در تئاتری ایفای نقش کرد.

## دوران بازیگری
ایلای والاک کلاس‌های بازیگری را در آموزشگاه دراماتیک در نیویورک زیر نظر کارگردان آلمانی اروین پیسکاتور فرا گرفت. بعدها او به آکتورز استودیو تازه تأسیس پیوست؛ و در کنارمارلون براندو، مونتگومری کلیفت، سیدنی لومت، هربرت برگوف و همسرخود آن جکسون زیر نظر رابرت لوییز یکی از بنیان‌گذاران اکتورز استودیو به مطالعه بازیگری پرداخت. وی اولین حضور در تئاتر برادوی را در سال (۱۹۴۵) تجربه نمود و در سال (۱۹۵۱) برای ایفای نقش در تئاتر رز تاتو اثر تنسی ویلیامز توانست جایزه تونی را دریافت کند. از دیگر تئاترهای وی می‌توان به آقای رابرتز، مهمانخانه ماه اوت، کامینو رئال نوشته (تنسی ویلیامز)، سرگرد باربارا (نوشته جورج برنارد شاو)، لوو و پلکان اشاره کرد. آخرین بار به عنوان نقش اصلی در نمایش ملاقات آقای گرین ایفای نقش کرد.

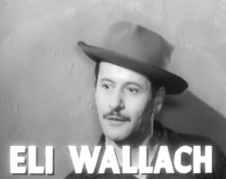
Wallach in عروسک بچه trailer, ۱۹۵۶

اولین حضور والاک در سینما، فیلم جنجالی بیبی دال (۱۹۵۶) ساخته الیا کازان بود؛ که آغازگر یک دوره پربار در سینما برای او بود گر چه به ندرت نقش‌های اول در سینما به وی می‌رسید. فیلم‌های اولیه وی شامل ردیف متهمان (۱۹۵۸) به کارگردانی دان سیگل، هفت دلاور (۱۹۶۰) ساخته جان استرجس در کنار یول براینر و استیو مک کوئین، ناجورها (فیلم ۱۹۶۱)‌ اثر جان هیوستن در کنار مریلین مونرو، کلارک گیبل و مونتگومری کلیفت، چگونه غرب تسخیر شد (۱۹۶۲)، لرد جیم (۱۹۶۵) به کارگردانی ریچارد بروکس به همراه پیتر اوتول، چنگیزخان (۱۹۶۵)، چطور یک میلیون بدزدیم (۱۹۶۴) ساخته ویلیام وایلر در کنار آدری هپبرن و پیتر اوتول و شاید مشهورترین کار وی خوب، بد، زشت ساخته کم‌نظیر سرجیو لئونه به نقش توکو (زشت) در کنار کلینت ایستوود اشاره کرد. پس از موفقیت خوب، بد، زشت، والاک در چندین وسترن اسپاگتی مانند تک باشکوه (۱۹۶۸) ایفای نقش کرد.
والاک در کانون یکی از بدنام‌ترین قضایای بازیگری دههٔ ۱۹۵۰ که مربوط به مشهورشدن یکی از شخصیت‌های بزرگ و افسانه‌ای قرن بیستم آمریکا، یعنی فرانک سیناترا بود، قرار گرفت. در سال ۱۹۵۳ او خود را برای ایفای نقش ماجیو در فیلم از این‌جا تا ابدیت آماده می‌کرد که قبل از شروع فیلمبرداری، فرانک سیناترا جایگزین وی شد و سیناترا توانست برای ایفای این نقش جایزه اسکار بهترین بازیگر نقش مکمل مرد را از آن خود کند. بعدها چگونگی بدست آوردن این نقش توسط سیناترا الهام بخش شخصیت جانی فانتین در فیلم کلاسیک پدرخوانده (۱۹۷۲) شد.
او در دههٔ ۶۰ نقش آقای فریز را در مجموعه‌های بتمن ایفا نمود. نقشی که اوتو پرمینجر کارگردان مشهور لورا (۱۹۴۴) و آرنولد شوارزنگر نیز به ایفای آن پرداختند.
والاک در آخرین فیلم‌های سه اسطوره بازیگری هالیوود ایفای نقش کرد که هر سه بازیگر به ترتیب عبارتند از: کلارک گیبل، مریلین مونرو (ناجورها (فیلم ۱۹۶۱))و استیو مک کوئین (شکارچی)

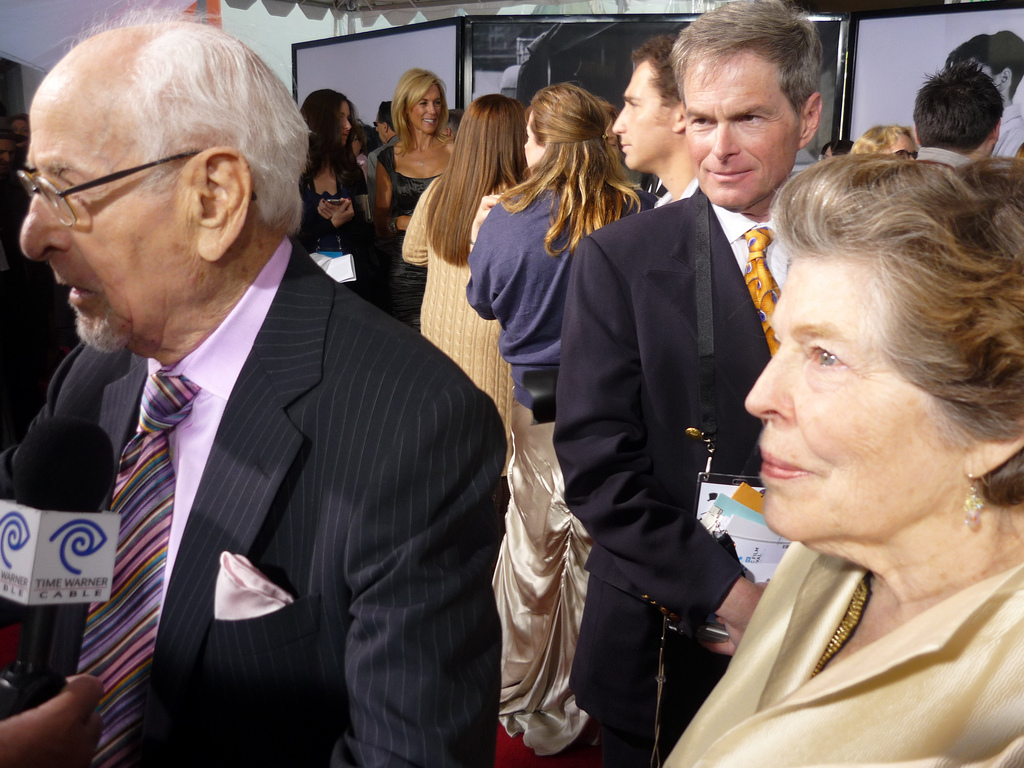
والاک و همسرش، آن جکسون، ۲۰۱۰

طلای مکنا (۱۹۶۹)، مغز (۱۹۶۹)، جو دیوانه (۱۹۷۴)، عمیق (۱۹۷۷)، شب و شهر (۱۹۹۲)، معشوقه‌های هالیوود (۱۹۹۲)، رودخانه میستیک (۲۰۰۳) از دیگر کارهای وی هستند.
ایلای والاک در ۱۳ نوامبر ۲۰۱۰ در ۹۴ سالگی جایزه اسکار افتخاری را از آن خود کرد.

## زندگی شخصی
والاک در ۵ مارس ۱۹۴۸ با بازیگر تئاتر آن جکسون ازدواج کرد. این زوج یکی از دیرپاترین و موفق‌ترین زوج‌های تاریخ هالیوود به‌شمار می‌آیند.

## مرگ
والاک به مرگ طبیعی درگذشت. جسد او سوزانده شد.

## فیلم شناسی
| سال  | نام فیلم                      | نقش                 | کارگردان            | همبازی                                     |
| ---- | ----------------------------- | ------------------- | ------------------- | ------------------------------------------ |
| ۱۹۵۶ | بیبی دال                      | سیلوا واکارو        | الیا کازان          |                                            |
| ۱۹۵۸ | ردیف متهمان                   | Dancer              | دان سیگل            |                                            |
| ۱۹۶۰ | هفت دلاور                     | کالورا              | جان استرجس          | یول براینر و استیو مک کوئین                |
| ۱۹۶۱ | ناجورها                       | گیدو                | جان هیوستن          | مریلین مونرو، کلارک گیبل و مونتگومری کلیفت |
| ۱۹۶۲ | چگونه غرب تسخیر شد            | چارلی گرانت         | ریچارد بروکس        | پیتر اوتول                                 |
| ۱۹۶۵ | لرد جیم                       | The General         | ریچارد بروکس        |                                            |
| ۱۹۶۵ | چنگیزخان                      | شاه خوارزم          | هنری لوین           |                                            |
| ۱۹۶۶ | چگونه یک‌میلیون بدزدیم         |                     | ویلیام وایلر        | آدری هپبرن و پیتر اوتول                    |
| ۱۹۶۶ | خوب، بد، زشت                  | توکو (زشت)          | سرجیو لئونه         | کلینت ایستوود                              |
| ۱۹۶۸ | تک باشکوه                     | کاکاپولوس           |                     | باد اسپنسر، ترنس هیل                       |
| ۱۹۶۹ | طلای مکنا                     | بن بیکر             | جی. لی تامسون       |                                            |
| ۱۹۶۹ | مغز                           | Frankie Scannapieco | ژرار آوری           |                                            |
| ۱۹۷۰ | ماجراهای ژرار                 |                     | یژی اسکولیموفسکی    |                                            |
| ۱۹۷۳ | آزادی سیندرلا                 | Lynn Forshay        | مارک رایدل          |                                            |
| ۱۹۷۴ | جو دیوانه                     | دون ویتوریو         | کارلو لیتزانی       |                                            |
| ۱۹۷۷ | عمیق                          | آدام کافین          | پیتر یاتز           |                                            |
| ۱۹۸۰ | شکارچی                        | ریچی بلومنتل        | باز کالیک           | استیو مک کوئین                             |
| ۱۹۸۷ | دیوانه                        |                     |                     |                                            |
| ۱۹۹۰ | دو جیک                        | کاتن وینبرگر        | جک نیکلسون          |                                            |
| ۱۹۹۰ | پدرخوانده ۳                   | دون آلتوبلو         | فرانسیس فورد کاپولا |                                            |
| ۱۹۹۲ | شب و شهر                      | پک                  | اروین وینکلر        |                                            |
| ۱۹۹۲ | معشوقه                        |                     |                     |                                            |
| ۲۰۰۳ | رودخانه مرموز                 |                     | کلینت ایستوود       |                                            |
| ۲۰۰۶ | تعطیلات                       | آرتور ابوت          | نانسی میرز          |                                            |
| ۲۰۰۶ | حقه                           | نواه دیتریش         | لاسه هالستروم       |                                            |
| ۲۰۰۷ | بچه‌ننه                        | سیمور واربرتون      | تیم همیلتون         | جف دانیلز، دایان کیتن، آنا فاریس           |
| ۲۰۱۰ | وال استریت: پول هرگز نمی‌خوابد | ژولیوس استینهارت    | الیور استون         |                                            |
| ۲۰۱۰ | سایه‌نویس                      | مرد پیر             | رومن پولانسکی       |                                            |

| سال      | نام مجموعه     | نقش       | کارگردان | همبازی |
| -------- | -------------- | --------- | -------- | ------ |
| دههٔ ۱۹۶۰ | مجموعه‌های بتمن | آقای فریز |          |        |
|          | قانون و نظم    |           |          |        |